# Solanum regularifolium
Solanum regularifolium là một loài thực vật thuộc họ Solanaceae. Đây là loài đặc hữu của Ecuador.